# غار یخ‌مراد
غار یخ‌مراد مربوط به دوران پیش از تاریخ ایران باستان است و در شهرستان کرج، بخش آسارا، ۴ کیلومتری جنوب گچ‌سر واقع شده. این اثر در تاریخ ۱۰ دی ۱۳۸۱ با شمارهٔ ثبت ۶۵۷۳ به‌عنوان یکی از آثار ملی ایران به ثبت رسیده‌است.
این غار در روستای آزادبر (کرج) در منطقهٔ گچسر و جاده چالوس واقع شده و از جاذبه‌های طبیعی استان البرز می‌باشد. دریچهٔ ورودی این غار در ارتفاعات کوه‌های منطقه واقع شده و مسیر غار شیب‌دار و رو به پایین می‌باشد که با رسیدن به اعماق کوه، چشمه‌های یخ‌زده در کف زمین و استالاکتیت‌های اسفنجی غار دیده می‌شود. ارتفاع این غار از سطح دریا در حدود ۲۶۴۰ متر می‌باشد و دهانهٔ غار سه متر پهنا و هشت متر ارتفاع دارد. در ماه‌های اسفند و فروردین، قندیل‌های غار در بهترین وضعیت به سر می‌برند.
این غار مطبق است که در میان غارهای ایران کمتر دیده می‌شود. در بخشی از غار چهار طبقه با اختلاف ارتفاع بیش از ۳۰ متر دیده می‌شوند. برای بازدید کامل از این غار نیاز به وسایل حرفه‌ای غارنوردی می‌باشد.